# Disney's Coronado Springs Resort
Disney's Coronado Springs Resort es un hotel ubicado en Walt Disney World Resort y abierto el 1 de agosto de 1997. Este resort posee un tema del sudoeste estadounidense y mexicano estos elementos aparecen en la decoración del vestíbulo que posee una gran pirámide, en la que el agua se escurre por sus costados. La piscina está tematizada con arquitectura maya. El resort pertenece a la categoría 'moderado' y fue especialmete diseñado como centro de convenciones y viajes de negocios. Este resort posee suites, un restaurante estilo café, un restaurante formal (Maya Grill), tienda de souvenirs, 2 salas de juegos, 1 gran piscina con tema Maya, y tres más pequeñas.
Muchas habitaciones están disponibles como dos cama dobles. Un número limitado de habitaciones con camas de dosel están disponibles también. También están disponibles habitaciones para discapacitados, delivery de pizza, habitaciones para no fumadores, planchas, tablas de planchar, cafeteras y secadoras en cada habitación. los refrigeradores están disponibles sin cargo. También se pueden obtener cajas fertes, teléfonos de doble línea, Disney Channel y ESPN e Internet de Alta Velocidad.

## Gastronomía
Maya Grill: Es uno de los restaurantes principales y está tematizado de forma contemporánea y maya. El restaurante posee un aire latino. El restaurante ofrece un desayuno completo y almuerzo A la Carte. El restaurante se ubica en el edificio del vestíbulo conocido como El Centro.
Pepper Market: Es el restaurant principal del resort y posee un aire de mercado clásico mexicano. El servicio del restaurante prepara platos de distintas temporadas alrededor del mundo. La cocina posee una ventana de ventas para los huéspedes que no desean comer en el. La Tienda Convenience Store ofrece bebidas y toda clase de comidas frías envueltas.
Siestas Cantina: Un servicio de comidas rápidas al lado de la piscina principal del resort conocida como The Dig Site. Siestas Cantina sirve bebidas especiales, cerveza, tortilla, comidas rápidas y refrescos.
Laguna Bar: Un bar al lado de la laguna que ofrece bebidas, cerveza y alimentos light.
Rix Un nuevo servicio de barra recientemente abierto.

## Piscinas y recreación

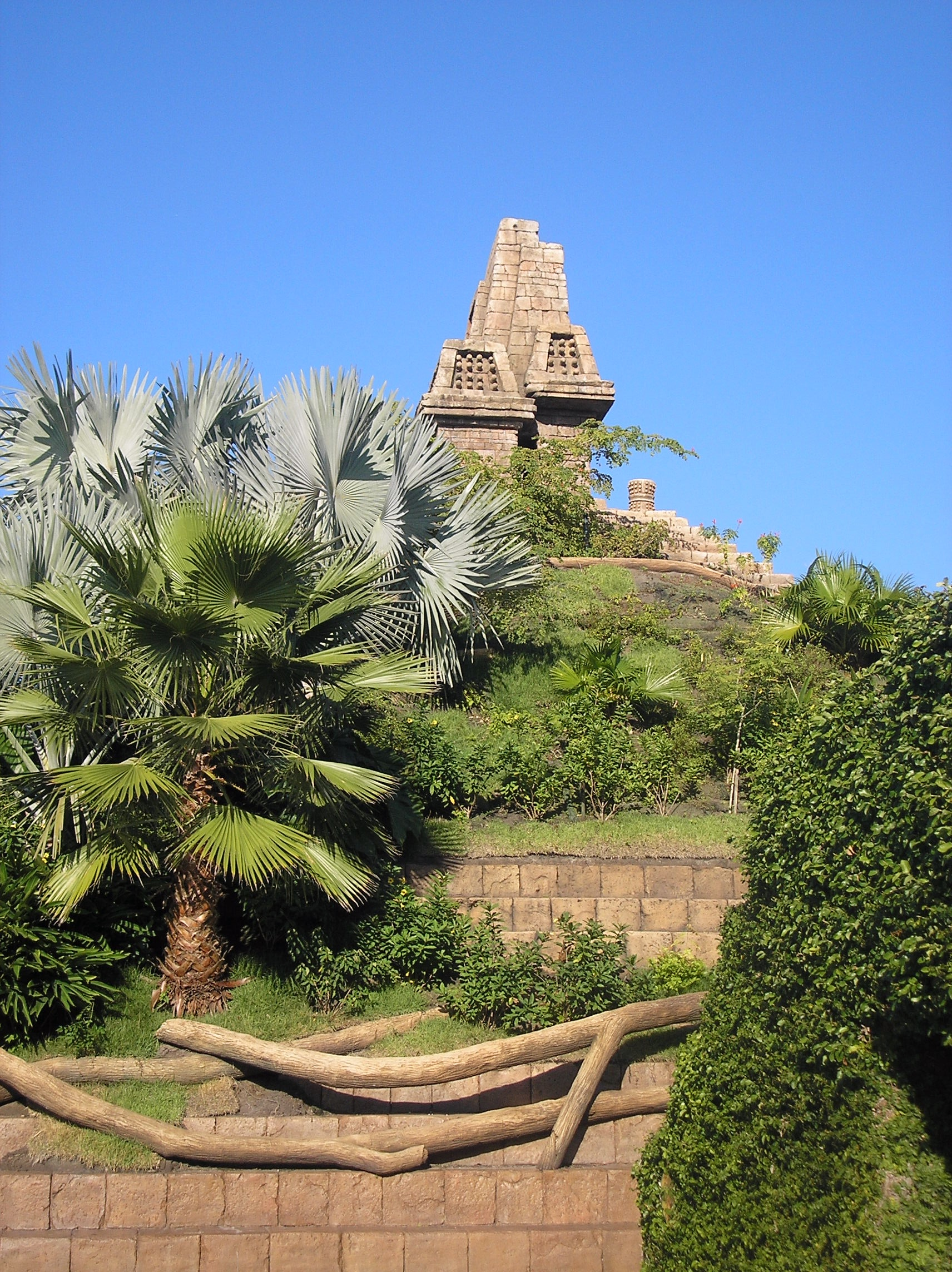
Una vista de la pirámide maya, cuya cascada desemboca en la piscina.

The Lost City of Cibola Feature Pool: (The Dig Site) está localizado en el sitio de la piscina principal conocida como The Dig Site que posee una pirámide maya, con una cascada que termina en la piscina, un tobogán de agua, pileta infantil y campo espacioso.
La Vida Health Club: Un club de salud, que posee masaje especial.
La Marina: Una tiena ubicada al lado del lago que permite el alquiler de botes, bicicletas de agua, kayaks y excursiones de pesca.
Casa de Belleza Beauty Salon: Adyacente a La Vida Health Club, este salon ofrece servicio de peluquería y salon de belleza.
Explorer's Playground: Un playon exterior ubicado a un lado de la piscina The Dig Site . El playon está tematizado y ofrece atracciones para niños.
Iguana Arcade: Adyacente a Siestas Cantina, un salón interno que ofree videojuegos para chicos.
La recreación adicional ofrece 3 piscinas, canchas de vóleibol, playa de arena, y un sendero de jogging de 9 millas alrededor del Lago Dorado.

## Centro de Convenciones
El centro de convenciones de Disney's Coronado Springs Resort es el centro de convenciones más grande en la propiedad de Walt Disney World. Posee un área de 220 000 de centro de reuniones. El centro incluye una sala de 60 214 pies cuadrados, una de las más grandes del sudeste de EE. UU., además de un hall de exhibición de 86 000 pies cuadrados. Además posee un centro de negocios, varios escritorios de registro, internet de alta velocidad, servicio de cáterin y oficinas para reuniones.